# Igreja do Bom Jesus Menino
A Igreja do Bom Jesus Menino localiza-se na freguesia de Ribeira das Tainhas, concelho de Vila Franca do Campo, na ilha de São Miguel, Região Autónoma dos Açores, em Portugal.
A construção deste templo foi iniciada depois de 1811 e terminada em 1833. Em 1811, o bispo de Angra do Heroísmo, D. José Pegado de Azevedo, fala de todas as igrejas sufraganeas da Matriz de Vila Franca e não se refere a esta do Bom Jesus Menino, sinal de que ainda não existia.
A data de 1833 atribuída ao fim das obras é-nos dada pela inscrição que se encontra sobre a porta principal, Igreja sem foros paroquiais a sua construção beneficiou de muitas e importantes esmolas e em 1852 com a extinção das ordens religiosas foi solicitada a quem de direito vários ornamentos e alfaias, dos pertencentes ao convento de São Francisco de Vila Franca.
O primeiro cura desta igreja foi nomeado nos fins do ano de 1839. Segundo é tradição do lugar, tradição que foi recolhida pelo Dr. Urbano de Mendonça Dias, o Padre José Lino de Oliveira não chegou a residir na Ribeira das Tainhas, pelo que viveu sempre em Vila Franca até ao ano de 1810, ano em que regressou ao Continente, donde era natural, para ser Prior de São Julião.
Conta-se, ainda que esse Padre José Uno, jogando certo, dia uma partida de cartas com um amigo, a este dissera que se ganhasse, ele, amigo, se um dia fosse ministro, o deveria fazer bispo. Ora o padre ganhou a partida e o amigo que, por acaso chegou a ministro fê-lo Bispo de Angola e Congo, cargo que desempenhou por pouco tempo por causa do clima.
Só no ano de 1854 foi esta Ermida elevada a sede de paróquia.